# Nancy Pfotenhauer
Nancy Mitchell Pfotenhauer ou  Nancy Pfotenhauer (née en 1963 sous le nom de Nancy Wadley ) est une lobbyiste américaine, présidente de MediaSpeak Strategies, une société spécialisée dans la « persuasion politique » et dans l’influence des politiques publiques par des groupes politiques ou de grandes entreprises. 
Se présentant sur le site internet de sa société comme « stratège, économiste et personnalité de la télévision », et capable de « faire changer l'opinion publique parmi les principaux groupes démographiques » elle a été conseillère politique en chef et porte-parole national de John McCain en 2008 lors de sa campagne présidentielle contre Barack Obama. 
Elle a aussi été commentatrice politique sur Fox News, CNN et MSNBC

Membre du Cato Institute elle a également été vice-présidente exécutive du Think-tank et groupe de pression libertarien et conservateur « Americans for Prosperity » (issue d’une scission survenue au sein de CSE).  Elle a aussi présidé l’ « Independent Women's Forum »,.

## Début de carrière
Nancy Pfotenhauer a commencé sa vie professionnelle comme assistante de recherche de Walter E. Williams à l'Université George Mason, où elle avait  obtenu une maîtrise en économie. Elle devient ensuite (en 1988) économiste en chef au Comité national républicain, l’organe politique américain qui dirige le Parti républicain au niveau national et qui est chargé du développement et de la promotion des idées républicaines, ainsi que de la coordination des collectes de fonds et des stratégies électorales. 

Elle a notamment travaillé pour l'équipe de transition de George H.W. Bush (1988) puis (jusqu'en 1990) pour le sénateur William L. Armstrong (R-CO) ; 
En 1990, elle a été nommée économiste en chef du Conseil présidentiel de la compétitivité du Président.

## Vice présidente du think-tank «Citizens for a Sound Economy»
Après que la couverture du National Journal l'ait en 1994 présentée comme l'une des étoiles montantes de Washington , Pfotenhauer rejoint en 1995 le groupe de pression et think-tank libertarien « Citizens for a Sound Economy » en tant que vice-présidente exécutive pour les politiques.

 Avec son mari de l'époque, Daniel J. Mitchell (un économiste de la fondation The Heritage Foundation) elle a co-animé l'émission intitulée « Mitchells in the Morning » sur la chaine TV National Empowerment Television tenue par  Paul Weyrich (qui est par ailleurs le fondateur de la fondation « Heritage Foundation »). 

## Cinq ans de direction chezKoch Industries(1996-2001)
De 1996 à 2001, elle est embauchée comme directrice du bureau de Washington pour Koch Industries (KII), la première société privée de tous les États-Unis fondée sur la pétrochimie puis étendue à d’autres activités. 
Elle y construit et gère alors les actions de lobbying porté par l'équipe de Washington DC, PAC et toutes les stratégies visant à influer sur la législation et les règlementations, en plus d’avoir à gérer les opérations de KII dans le monde. 
Alors que les intérêts de KII ont fortement chuté dans les domaines de l'énergie, de l'environnement, des transports et de la fiscalité. Elle a financé et conduit des campagnes d’influence à hauteur de plusieurs millions de dollars, ciblant le niveau fédéral et celui des États.
Alors qu'elle travaillait pour Koch, elle a épousé le chef de cabinet de Gordon Smith (R-OR), Kurt Pfotenhauer, qui était alors  lobbyiste de l'industrie américaine des hypothèques.

## Carrière récente
Elle est l'ancienne présidente et directrice générale du Independent Women's Forum (IWF) (2000-2005) et en a été vice-présidente du conseil d'administration de 2005 à 2007. 
En 2002, Pfotenhauer a été nommée par le président George W. Bush comme délégué à la « Commission de la condition de la femme des Nations Unies », et a exercé cette fonction lors de la 46e session de la Commission.
L’administration Bush l'a également nommée au « Comité consultatif national sur la violence contre les femmes » (National Advisory Committee on Violence Against Women). 
De plus, elle a également siégé à des comités consultatifs, directement sous l’autorité de la secrétaire du Travail, Elaine Chao et de l'ancien secrétaire à l'Énergie, Spencer Abraham.
De 2003 à 2007, Pfotenhauer a dirigé l’Americans for Prosperity, un groupe de défense des intérêts politiques libertaires et conservateurs américain ; 
En 2004, le magazine Washingtonian l'a même nommée l'un des leaders conservateurs les plus importants de la capitale des États-Unis.
Elle a été conseillère de la Campagne présidentielle de John McCain de 2008 contre Barack Obama, campagne durant laquelle elle a suscité la controverse en qualifiant de «vraie Virginie» des régions situées à l'extérieur de la Virginie du Nord, reprenant ainsi un argument de Sarah Palin (selon qui les États rouges sont la «vraie Amérique» et les plus «pro-Amérique». son candidat est finalement battu le 4 novembre 2008, par Obama qui gagne sur Mac Cain avec une marge de 365-173 pour le collège électoral et un pourcentage du vote populaire de 53% contre 46 %
En 2011, Pfotenhauer est à nouveau apparue comme porte-parole de Koch Industries  (sur FoxNews et d'autres médias).
En 2013, Pfotenhauer était signataire d'un mémoire d’amicus curiae soumis à la Cour suprême à l'appui du mariage homosexuel dans l'affaire Hollingsworth c. Perry.